# Arti
Arti va ser una reina nubia d'Egipte durant la dinastia XXV.
Arti era filla del rei Piankhi i era l'esposa de Xebitku. És coneguda per l'estàtua de Haremakhet avui exposada al Museu d'Antiguitats del Caire (49157) provinent de Karnak. El seu nom apareix a la base d'aquesta estàtua acompanyat de la frase "Filla del rei Piankhi, esposa del rei Xebitku".
Va ser enterrada a la necròpolis d'Al-Kurru, a la tomba Ku.6.